# پایین قاضی محله
پایین قاضی محله (یعقوبیه)، روستایی از توابع بخش کومله شهرستان لنگرود در استان گیلان ایران است.

## جمعیت
این روستا در دهستان دریاسر قرار دارد و براساس سرشماری مرکز آمار ایران در سال ۱۳۸۵، جمعیت آن ۷۳۶ نفر (۲۰۱خانوار) بوده‌است.